# Kurt Wille
Kurt Friedrich Theodor Wille (* 2. Februar 1894 in Lenzen; † 6. Mai 1945) war ein deutscher Verwaltungsjurist zur Zeit des Nationalsozialismus.

## Leben
Wille studierte an der Universität Jena Rechtswissenschaft. Als zweiter seiner Familie wurde er 1912 im Corps Franconia Jena aktiv. Anfang Mai 1933 wurde er Mitglied der Nationalsozialistischen Deutschen Arbeiterpartei (Mitgliedsnummer 2.782.003). Wille war ab 1934 im Reichsministerium der Justiz als Referent für politische Strafsachen tätig. 1936 wurde Wille zum Ministerialrat befördert und wurde im Bezirk Bamberg Sachbearbeiter für Heimtückefälle am dortigen Oberlandesgericht.
Nach dem Überfall auf Polen wurde Wille während der Deutschen Besetzung Polens „Generalreferent für politische Strafsachen“. Ab Ende Oktober 1939 war Wille durchgehend bis Anfang 1945 Hauptabteilungsleiter des Hauptamtes Justiz bei der Regierung des Generalgouvernements (GG). Ab Mitte Mai 1942 führte er in dieser Funktion den Titel Präsident des Hauptamts Justiz.
Wille kam „1945 in russ. Gefangenschaft“ um. Über den Ort und die Umstände seines Todes ist nichts bekannt.